# Jennifer Bassey
Jennifer Bassey (Chicago, 22 juli 1942), geboren als Joan Bassey, is een Amerikaans actrice.

## Biografie
Bassey heeft het acteren geleerd aan de Royal Academy of Dramatic Art in Londen. Toen zij terugkwam in Amerika ging zij acteren in off-Broadway theaters, zij maakte in 1967 haar debuut op Broadway in het toneelstuk The Homecomming. Hierna heeft zij nog meerdere rollen gespeeld op Broadway en off-Broadway.
Bassey begon in 1969 met acteren voor televisie in de televisieserie Love of Life. Hierna heeft zij nog meerdere rollen gespeeld in televisieseries en films zoals The Edge of Night (1976-1977), Falcon Crest (1989), The Bonfire of the Vanities (1990), L.A. Law (1987-1993), 27 Dresses (2008) en All My Children (1983-2011). Voor haar rol in de televisieserie All My Children is zij in 1999 genomineerd voor een Daytime Emmy Award. Voor dezelfde rol heeft zij in 1998 en 1999 een Soap Opera Digest Award gewonnen.
Bassey is in 2005 getrouwd na een lange relatie, haar man is op 29 juli 2008 gestorven en liet haar twee stiefkinderen na. Zij leeft nu in Manhattan (New York) en West Palm Beach.

## Filmografie

### Films
Uitgezonderd korte films.
- 2024 Omni Loop - als Carville bewoonster
- 2022 Until We Meet Again - als oudere Linda
- 2021 Magic in Mount Holly - als mrs. Halsen
- 2020 Kombucha Cure - als Hanna Nowacki
- 2017 The Depths - als mrs. Peters
- 2017 Woman of a Certain Age - als oudere Kate
- 2016 Until We Meet Again - als Linda Davis Thompson
- 2011 The Brothers Sinclair – als Vivian Sinclair
- 2008 27 Dresses – als tante van Jane
- 2000 It Had to Be You – als mrs. Allen
- 1996 Dunston Checks In – als mrs. Dellacroce
- 1994 Illicit Dreams – als makelaar
- 1994 Twogether – als mrs. McKenzie
- 1992 Revenge of the Nerds III: The Next Generation – als Ruth
- 1992 Stepfather III – als dr. Brady
- 1990 The Bonfire of the Vanities – als vrouw van diplomaat
- 1990 Ladies on Sweet Street – als ??
- 1989 The Platinum Triangle – als mrs. Farber
- 1989 Charlie – als Betty Wald
- 1988 Goddess of Love – als mrs. Wilson
- 1988 Waxwork – als mrs. Loftmore
- 1988 Side by Side – als Jennifer Benson

### Televisieseries
Uitgezonderd eenmalige gastrollen.
- 2023 Kombucha Cure - als Hanna Nowacki - 6 afl.
- 2020 Quarantine - als Joyce - 3 afl.
- 2017 Anacostia - als Beverly Newman - 2 afl.
- 2017 General Hospital - als Quinn Danvers - 4 afl.
- 2013 Grey's Anatomy - als Nancy Dawson - 3 afl.
- 1983 – 2011 All My Children – als Marian Colby Chandler – 98 afl.
- 1988 – 1993 L.A. Law – als rechter Helen Caplan – 2 afl.
- 1993 Reasonable Doubts – als dr. Nagel – 2 afl.
- 1989 Falcon Crest – als Cynthia Wallace – 3 afl.
- 1976 – 1977 The Edge of Night – als Abby Wolcott - ? afl.
- 1975 Somerset – als Dorothy Conrad - ? afl.
- 1969 – 1971 Love of Life – als Dr. Jennifer Stark - ? afl.

## Theaterwerk opBroadway
- 1976 – 1977 California Suite – als Millie Michaels / Diana Nichols/ Beth Hollender / Gert Franklyn
- 1974 – 1975 In Praise of Love – als Lydia Cruttwell
- 1973 The Jockey Club Stakes – als mrs. Hills
- 1970 Not Now, Darling – als mrs. Tipdale
- 1968 Loot – als Fay
- 1967 Tonight at 8:30 – als Mildred
- The Imaginary Invalid – als Angelica
- 1967 The Homecomming – als Ruth